# 小行星10997
小行星10997（10997 Gahm）是一颗绕太阳运转的小行星，为主小行星带小行星。该小行星于1978年9月2日发现。

## 轨道参数
小行星10997的轨道半长轴为2.6183600 UA，离心率为0.209。